# Orolin
Orolin (słow. Orolínov ľad) – lodospad w Dolinie Wielickiej w Tatrach Słowackich. Znajduje się w odległości około 3–5 minut od Śląskiego Domu, w dolnej części Żlebu Stolarczyka w Ponad Staw Turni. Jest obiektem wspinaczki lodowej.
Lodospad ma kąt nachylenia 75–90 stopni i trudność WI3/II. Przy dobrych warunkach przechodzi się go dwoma wyciągami, przy gorszych jednym. Po przejściu pierwszego wyciągu w skałach po lewej stronie jest stanowisko zjazdowe. Jeśli górna część lodospadu nie jest dobrze pokryta lodem, można tu zakończyć wspinaczkę i zjechać na linie.
Żlebem Stolarczyka schodzą lawiny, istnieje więc zagrożenie lawinowe.

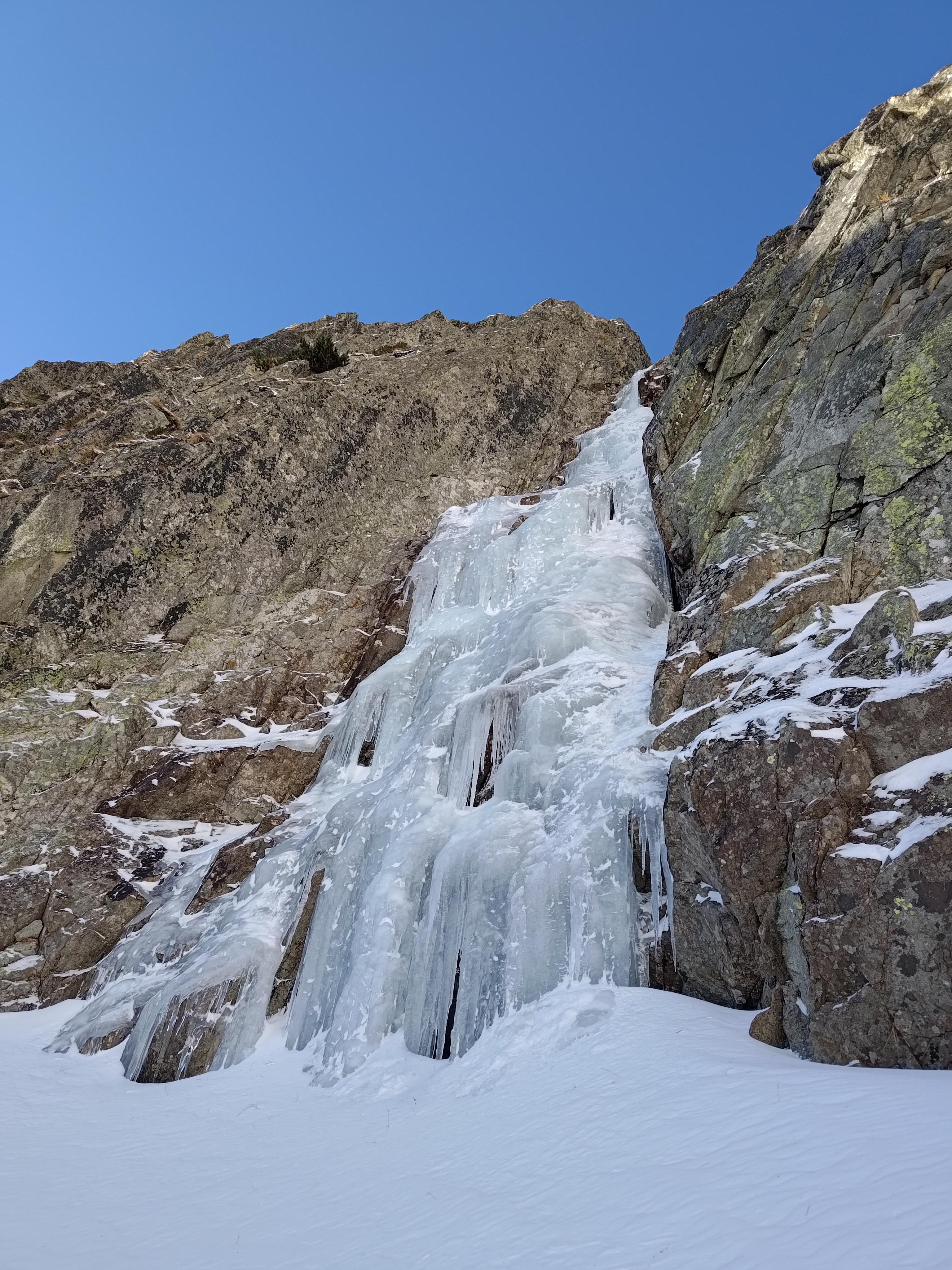
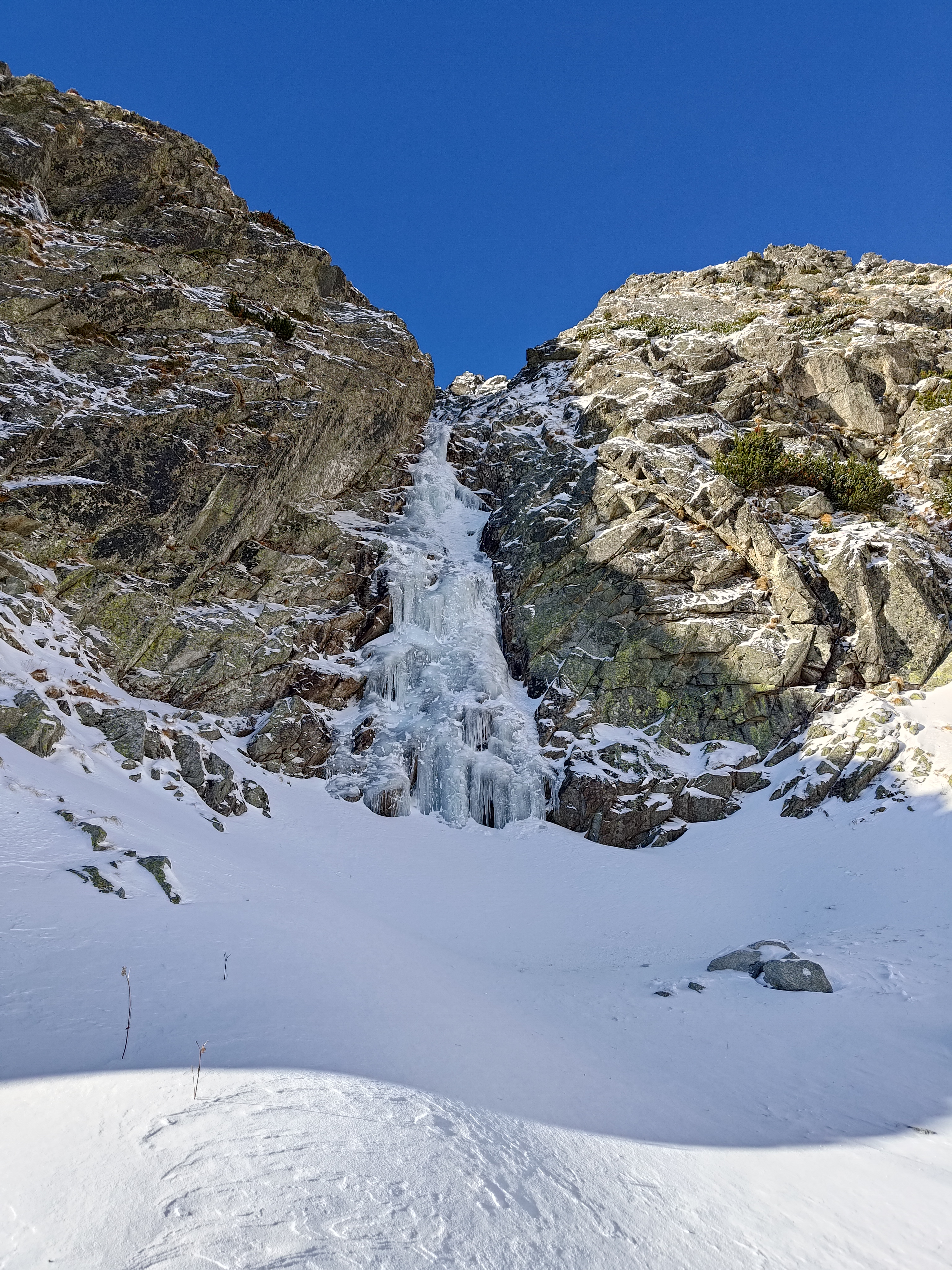
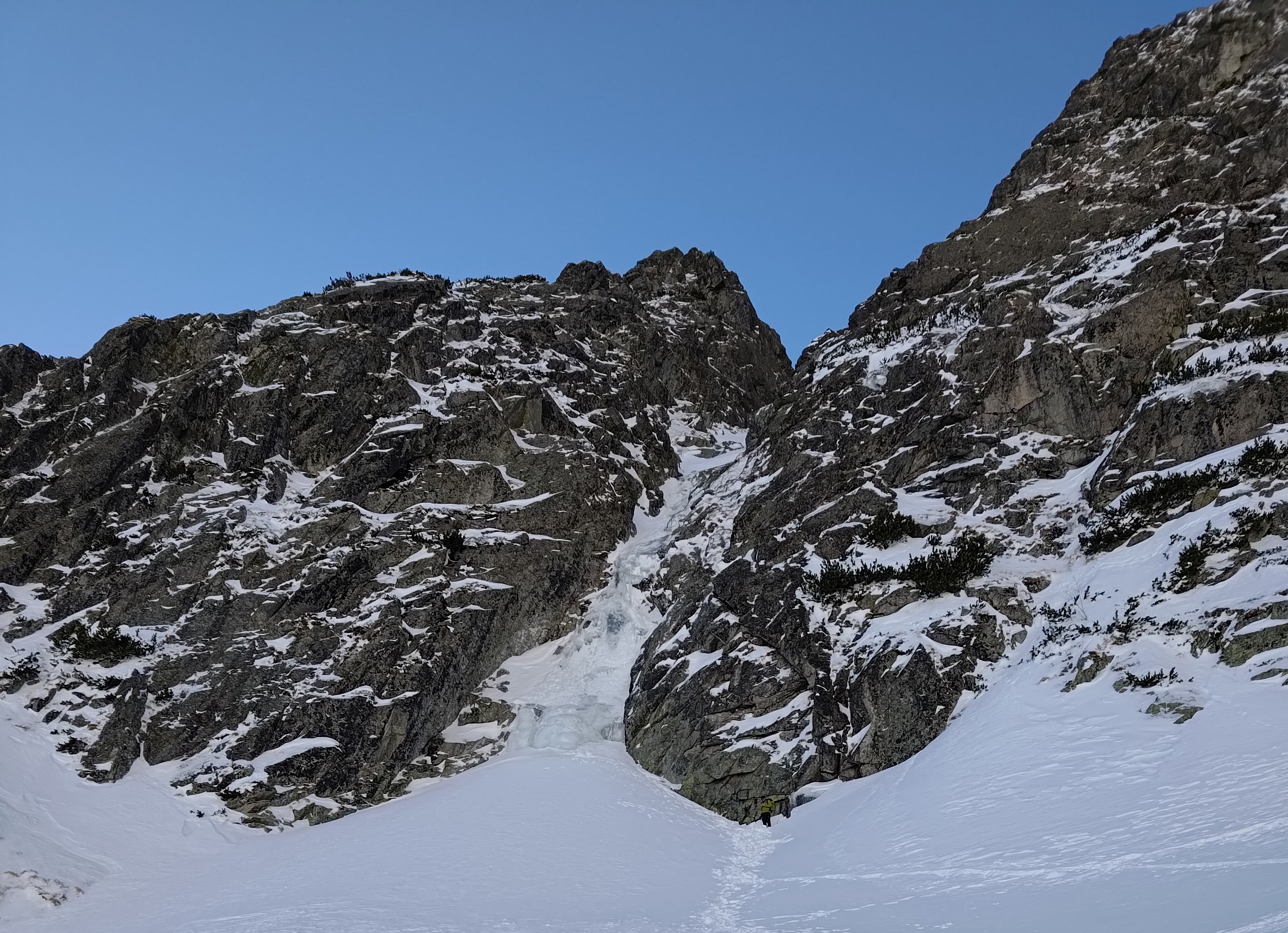
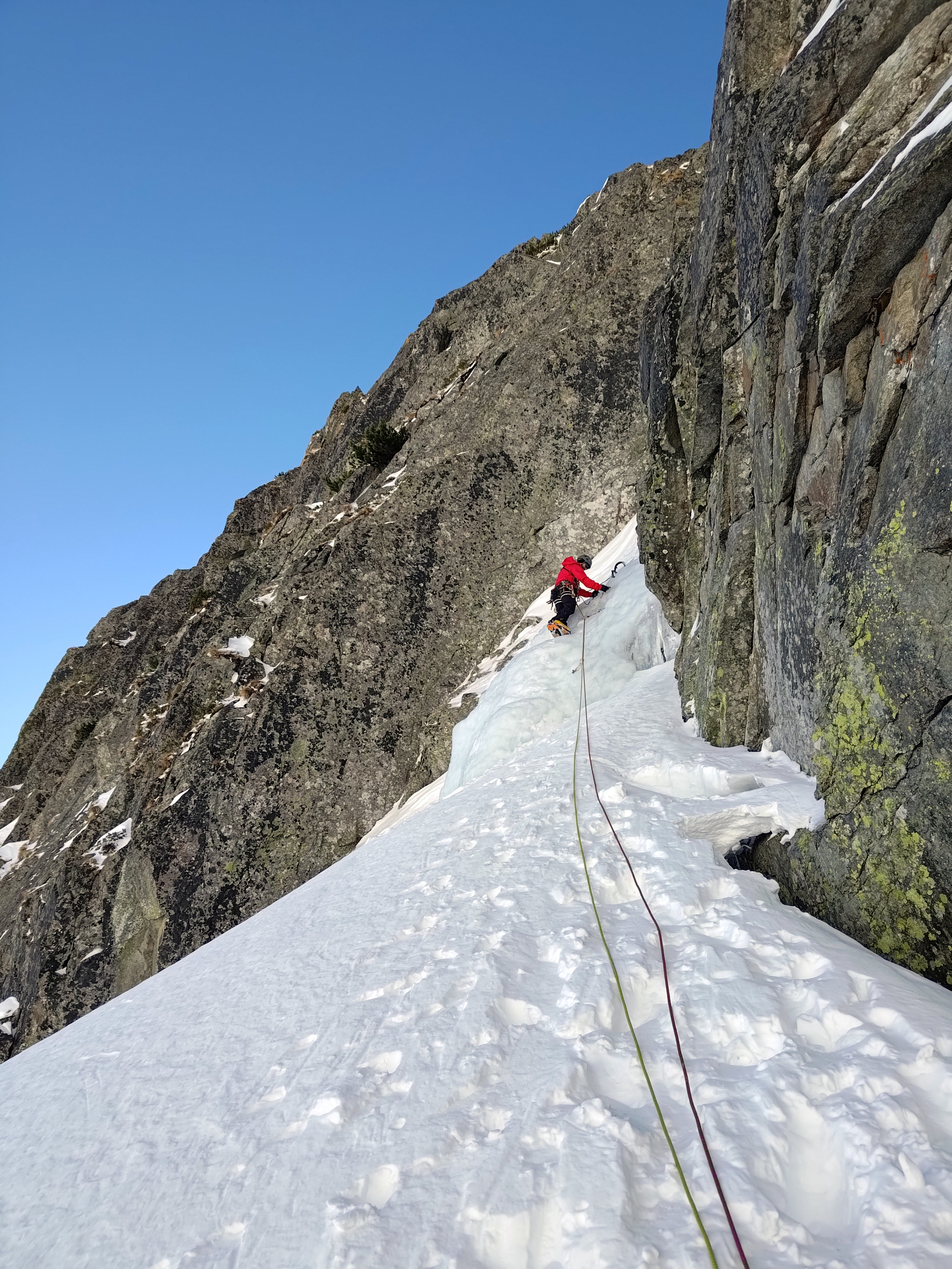
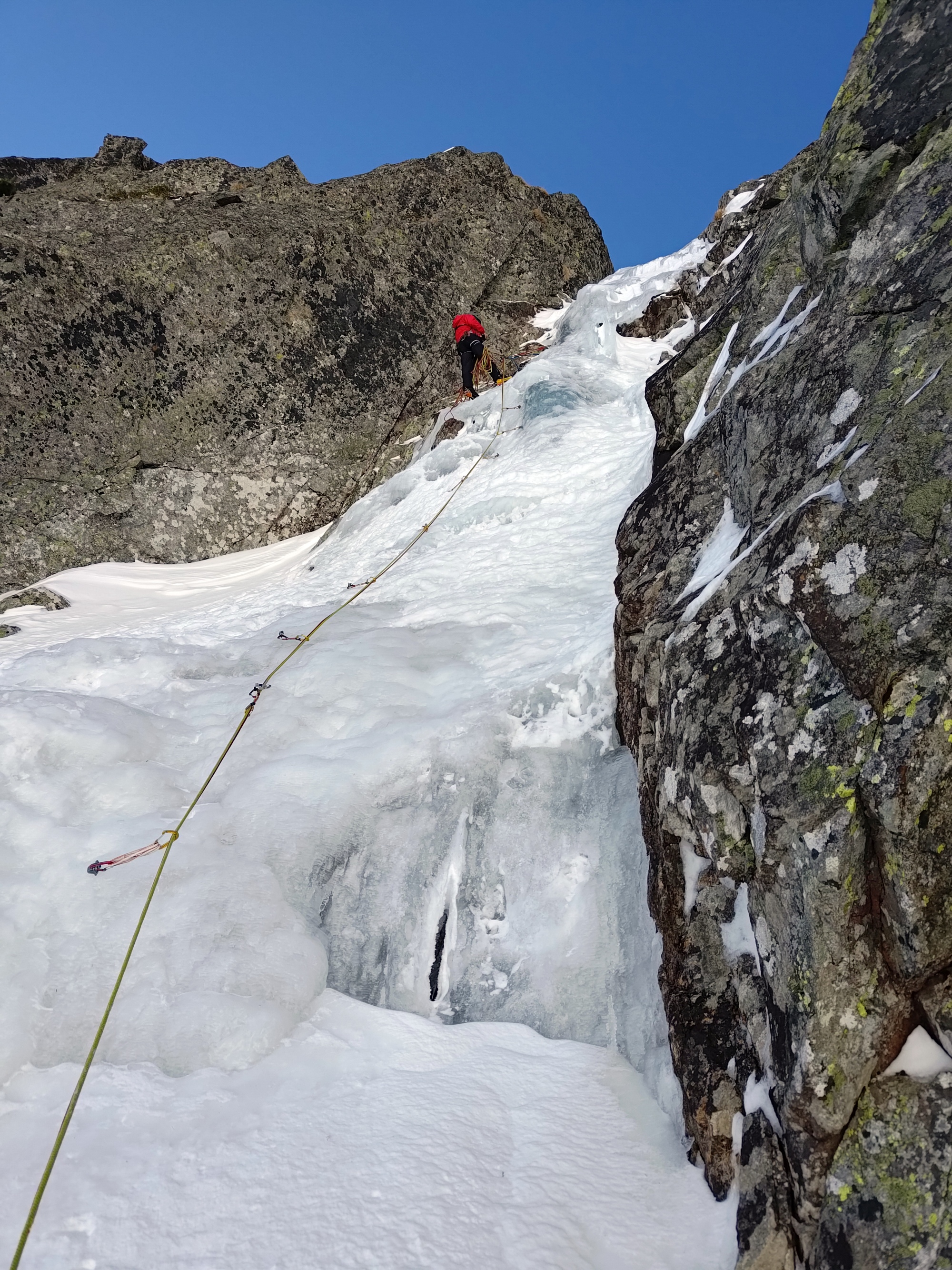
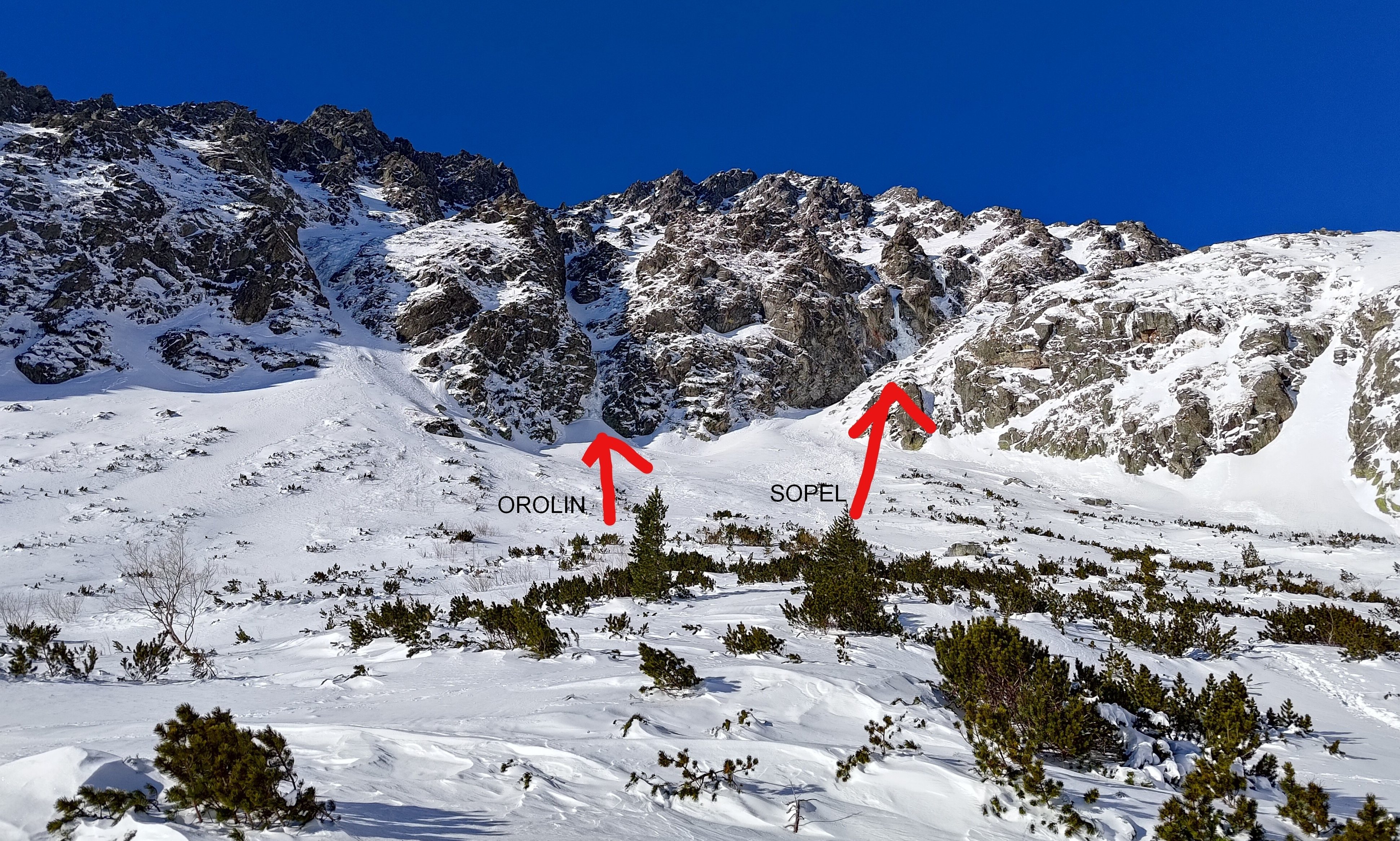

Po prawej stronie lodospadu Orolin znajduje się lodospad Sopel. Pozostałe lodospady w Dolinie Wielickiej to: Birkenmajer, Čertovy ladopad, Ľady z Veľkej štrbiny, Lód przy Wielickiej Próbie, Welon panny młodej, Večný dážď.